# Казагранде, Марко
Ма́рко Казагранде, (итал. Marco Casagrande; род. 7 мая 1971, Турку, Финляндия) — финский архитектор, художник средовой архитектуры, теоретик архитектуры, писатель и профессор архитектуры.

## Биография
Родился 7 мая 1971 года в городе Турку в состоятельной финско-итальянской католической семье. Провёл детство в Юлиторнио, в Финской Лапландии, в школе учился в Карья, в небольшом посёлке на юге Финляндии.
После окончания в 1993 году службы в финской армии, служил добровольцем в боснийско-хорватских оборонительных силах. Под именем Лука Моконези написал книгу «Mostarin tien liftarit» («Автостопом по дороге в Мостар», WSOY 1997) о своем опыте в Боснийской гражданской войне. Книга вызвала широкую дискуссию. На основании описания военных преступлений, совершенных главным героем в автобиографической книге, он попал под подозрение как возможный военный преступник. В свою защиту, позже он заявил, что книга была на самом деле художественным произведением и лично Казагранде категорически нетерпим к любым военным преступлениям: «Эти войска знают, что они действуют неправильно. Это совершенно противоположное явление конструктивному обществу и командному духу. Любой может понять, что это ни в коем случае не военно-эффективные меры, врываться в дома пожилых людей».
Казагранде читает лекции в Национальном университете обороны Финляндии с 2006 года на курсах стратегии и лидерства.
В 2001 году окончил факультет архитектуры Хельсинкского политехнического института.

## Архитектор и художник
С ранних этапов своей карьеры Касагранде начал смешивать архитектуру и другие дисциплины искусства и науки с рядом экологически сознательных архитектурных сооружений по всему миру. Став финалистами в конкурсе Emerging Architecture competition (Возникающая архитектура) британского журнала Architectural Review’s в 1999 году, Марко Касагранде и его тогдашний партнёр Сами Ринтала (англ. en:Sami Rintala) были приглашены на Венецианскую биеннале 2000 года.
Их проект «60 Minute Man» репортер Нью-Йорк Таймс назвал своим личным фаворитом на биеннале. В проекте Касагранде и Ринтала посадили дубовый лес на заброшенной барже. Грунтом для деревьев служили компостированные человеческие отходы, произведённые Венецией за 60 минут. Архитектурные работы Касагранде охватывают сферы архитектуры, градостроительства и экологического планирования (англ. en:environmental planning), средового искусства, цирков и других художественных дисциплин.
Касагранде находится в поисках подсознательной архитектуры, реальной действительности и связи между современным человеком и природой. Он считает, что стресс, экономические проблемы, онлайн-доступ к развлечениям и информации не должны ослеплять человека. Все что реальное — является ценным..
Работы Касагранде и преподавание свободно перемещаются между архитектурой, градостроительством, дизайном среды и наукой, экологическим искусством и цирком, сложенные в переплетении архитектурного мышления «сomedia dell’architettura», широкое видение созданной среды обитания человека связано с социальной драмой и экологическим осознанием. Природа, по его мнению, единственная существующая реальность.
Касагранде был назначен преподавателем экологического городского планирования в Тамканском университете (англ. en:Tamkang University) после создания проекта Холм Сокровищ (Treasure Hill), в котором Касагранде превратил незаконное поселение местных фермеров в экспериментальную лабораторию экологического урбанизма. Капитальная реконструкция имела неоднозначную реакцию со стороны сообщества.

## Город третьего поколения
Касагранде рассматривает города как организм со сложной энергией, в котором различные пересекающиеся слои потоков энергии определяют действия граждан, а также развитие города. Путём смешивания средовой архитектуры (англ. en:environmentalism) и городского планирования Касангранде разрабатывает методы манипуляций городскими энергетическими потоками в целях создания экологически устойчивого развития городов в сторону так называемого города третьего поколения (постиндустриального города).
В градостроительстве Касагранде использовал принципы акупунктуры. Данная терапия оказывает лечение блокированных точек, способствуя расслаблению по всему телу. Будучи более непосредственным и чувствительным к потребностям общества, чем традиционные крупномасштабные учреждения, Касагранде считает, что городские реновационные вмешательства должны не только отвечать локальным потребностям, но и учитывать то, как действовали городские системы и каким образом сошлись в один узел. Цель — сбросить давление в стратегических точках, распространить его по всему городу.
Теория «Города третьего поколения» рассматривает постиндустриальные городские условия, как механизм разрушенный природой, включая человеческую природу и архитекторов, как шаманов-проектировщиков лишь интерпретирующих то, что посылает наивысшая природная сила. Этот органический механизм переживает продолжительный и спонтанный процесс уничтожения гражданами, которых Касагранде называет «анархисты-садовники», с помощью городского хозяйства, незаконной возведенной архитектуры и городской акупунктуры. Этот элемент «руины» рассматривается как нечто созданное человеком и ставшее частью природы. Теория разработана в независимом междисциплинарном научно-исследовательском центре Академии Руин (Ruin Academy) в 2010 году.
Город третьего поколения следует за первым поколением, где люди мирно сосуществовали с природой и вторым, которое возвело стены, каменные конструкции в попытке затмить природу. В третьем поколении, однако, природа, которая никогда не сможет быть по-настоящему исключённой, растёт обратно через развалины, через трещины в стене, впитывая человеческую природу обратно в природу более широкого характера. Город третьего поколения концентрируется на местных знаниях и «городской акупунктуре», а не на централизованно регулируемом городском планировании.
Касагранде описывает городскую акупунктуру как:

[а] Перекрёстная архитектурная манипуляция с коллективным чувственным интеллектом города, который рассматривается как энергетический организм, жилая окружающая среда. Эта теория открывает двери для неконтролируемого творчества и свободы. Каждый гражданин получает возможность вступить в творческий процесс. «Не стесняйтесь использовать городское пространство для любых целей и развивать его среду в соответствии с назначением.» Агенты Города третьего поколения — чувствительные граждане, которые осознают разрушение природы нечувствительной современной машиной, в том числе и разрушение природы человека.

Позиция архитекторов и дизайнеров об органических знаниях сложна. Мы не те, кто несёт эту коллективную генетическую память, но мы находимся в лучшем положении, чтобы интерпретировать и вести с ней переговоры, шаг за шагом, как шаман получать ответы от органической стороны. Однако, все может легко пойти совсем не так, когда архитектор начинает копировать фрагменты местных знаний в рамках своего эго. Я думаю, часто было бы достаточно создать платформу для несчастных случаев на базе органических знаний, начать готовить, и находить свои собственные формы и динамику. Дизайн здесь не обязателен и он не должен заменять реальность, в то время как знания об органике близки к реальности, природе.
Работы Касагранде были трижды выбраны для Венецианского биеннале архитектуры, в 2000, 2004 и 2006 годах.

## Сотрудничество с Ринтала
Casagrande & Rintala- Марко Касагранде и Сами Ринтала — это группа финских архитекторов и художников, создающая архитектурные сооружения (1998—2003 гг..) для международных площадок современной архитектуры и искусства. Их работы движутся в промежутках между архитектурой и экологическим искусством.
В одной из своих ландшафтных инсталляций — «1000 Белых флагов» (лето 2002 года)- художники украсили белыми флагами горнолыжный спуск в Национальном Парке Коли, Финляндия. Флаги сделаны из использованных простыней из психиатрических больниц. Касагранде и Ринтала таким образом хотели обратить внимание на безумие предпринимателей, которые вырубают древние леса.
Работа художников под названием «Land(e)scape» была награждена британским журналом Architectural Review’s Emerging Architecture Award в 1999 году и выбрана Венецианским биеннале 2000 года. Архитектурный критик New York Times, Герберт Мушамп, выбрал их проект, под названием «60 Minute Man», своим личным фаворитом биеннале.
Касагранде и Ринтала проектировали и строили все свои произведения самостоятельно. Процесс проектирования продолжался в течение строительных работ.

«Сама работа обычно изменяет свою форму или обретает больше слоев в процессе строительства. Мы открыты для изменений в работе. Когда она находит свою форму, она обычно начинает рассказывать нам о себе».

## Важные проекты

### Land(e)scape

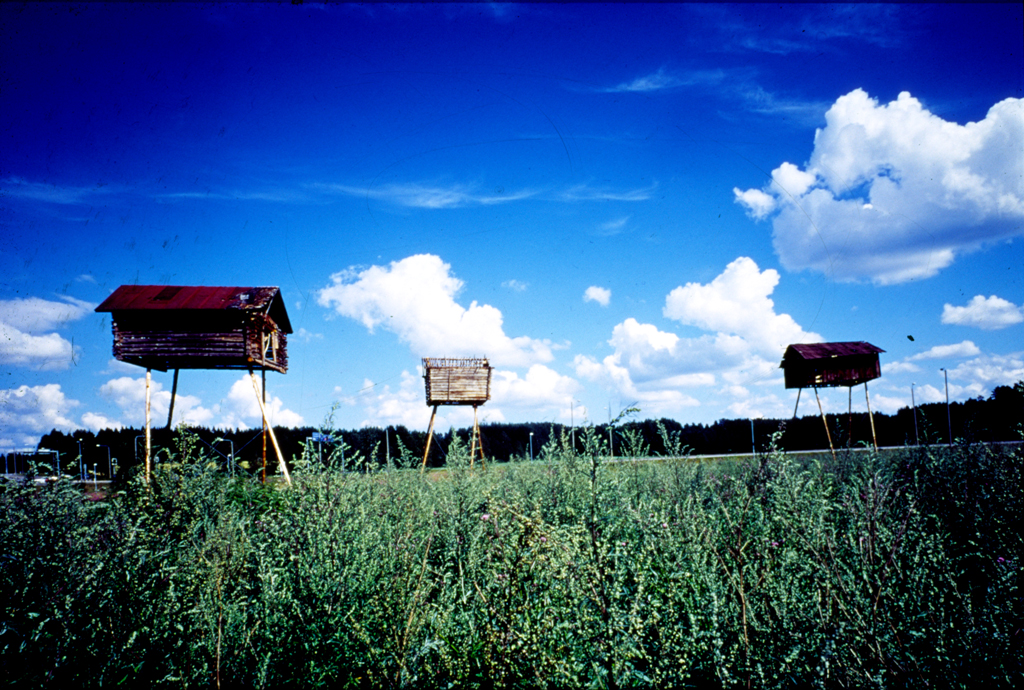
Land(e)scape, 1999

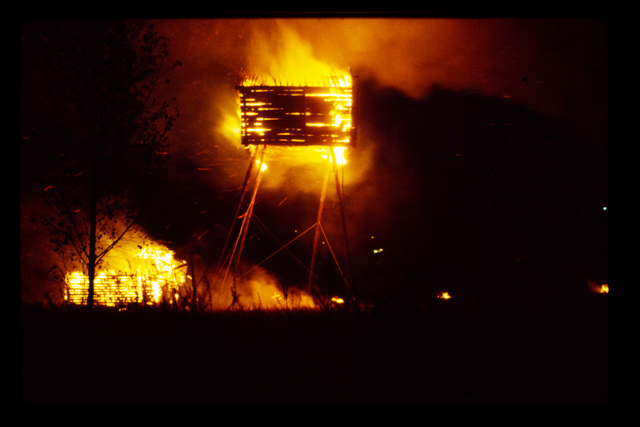
Burning of Land(e)scape, 1999

Land(e)scape (1999), архитектурная инсталляция выполнена финскими архитекторами Марко Касагранде и Сами Ринтала, на заброшенном поле в Савонлинна. Работа посвящена процессу переселения сельского населения в города.
Три заброшенных деревянных халупы были «изгнаны», как объяснили архитекторы, в точку где они должны были «заключить свой союз с почвой». Одинокие халупы, встав на свои «ноги», покачиваются в сторону южных городов.
Работа была награждена журналом Architectural Review на конкурсе Emerging Architecture 1999 года и выбрана для выставки на биеннале в Венеции в 2000 году. Проект Land(e)scape открыл интернациональную карьеру Касагранде и Ринтала.
Произведение искусства было подожжено в октябре 1999 года.
Land(e)scape представила Финляндию на выставке New Trends or Architecture in Europe and Japan в 2001 году.

### Redrum
Redrum (2003) — выставка архитектоники в Анкоридже, Аляска, создана архитекторами Касагранде и Ринтала. Проект был заказан Alaska Design Forum.
3 танкера для транспортировки нефти были нарезаны на 12 частей, образовывая структуру здания храма напротив Федерального здания Анкораж. Интерьер окрашен в ярко-красный для контраста с ржавым грубым экстерьером. Пол сделан из 3500 кг устричных раковин.
«Redrum» — читая наоборот — «murder» (англ. убийство). Дизайнеры хотели прокомментировать связь нефти, войны и экологической среды. Местные СМИ восприняли инсталляцию как «пощечину Аляске».

### Потёмкин
Потёмкин — парк архитектуры из стали, создан «Casagrande & Rintala» для поселка Курамата в Японии в 2003 году. Стальная смесь между машиной и храмом. Работа состоит из крытых и открытых пространств для постиндустриальной медитации. «Потёмкин» был заказом триеннале современного искусства в Японии (англ. en:Echigo-Tsumari Contemporary Art Triennial) в 2003 году.
Потёмкин стоит как Акрополь, служит постиндустриальным храмом, чтобы думать о связи между современным человеком и природой. Я вижу «Потёмкин» как утилизацию металлолома, находящегося между древними рисовыми полями и рекой с прямой осью к храму Синто.
Участок является бывшей нелегальной свалкой, превращенной в парк у реки. Архитектура парка была начерчена в масштабе 1:1 шагами на снегу и затем построена, когда снег растаял.
Объекты парка сделаны из стали толщиной в один дюйм и переработанных городских и производственных отходов. Участок — 130 метров длинной и 15 метров шириной с серией открытых и крытых пространств.

### Другие проекты

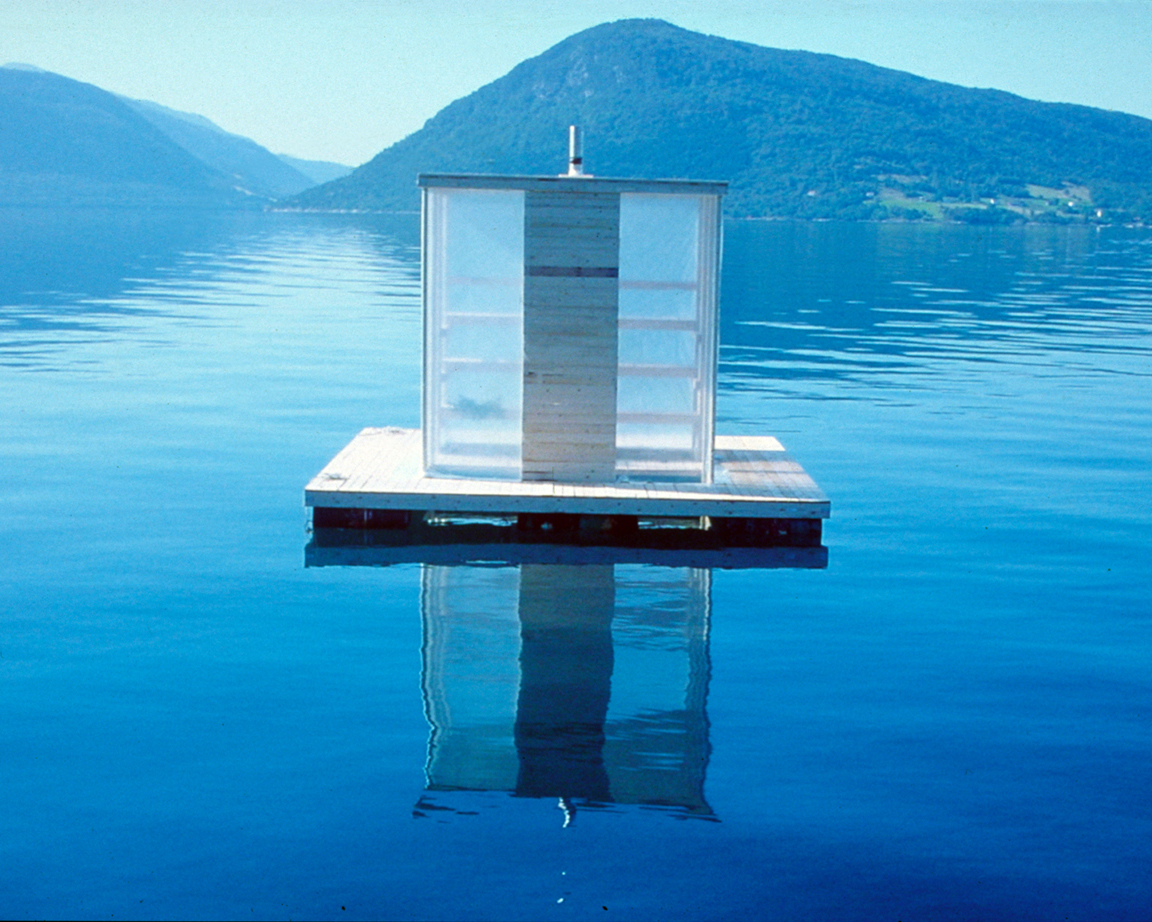
Floating Sauna, 2002

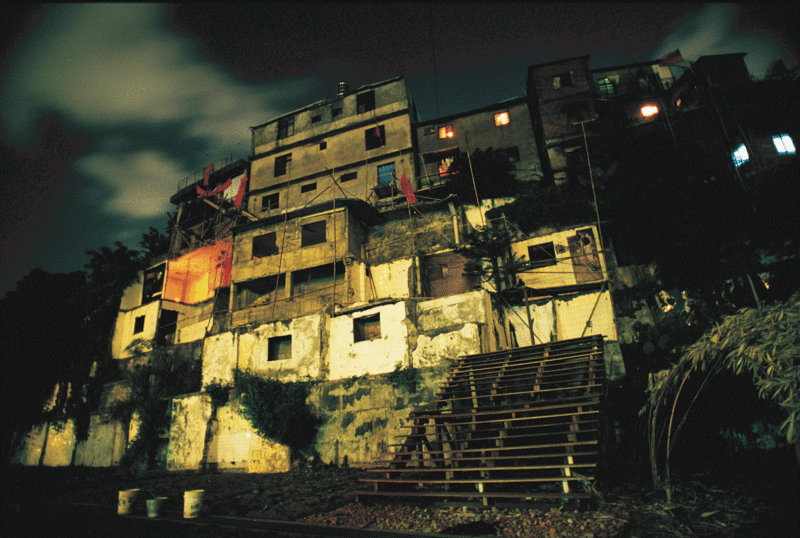
Treasure Hill, 2003

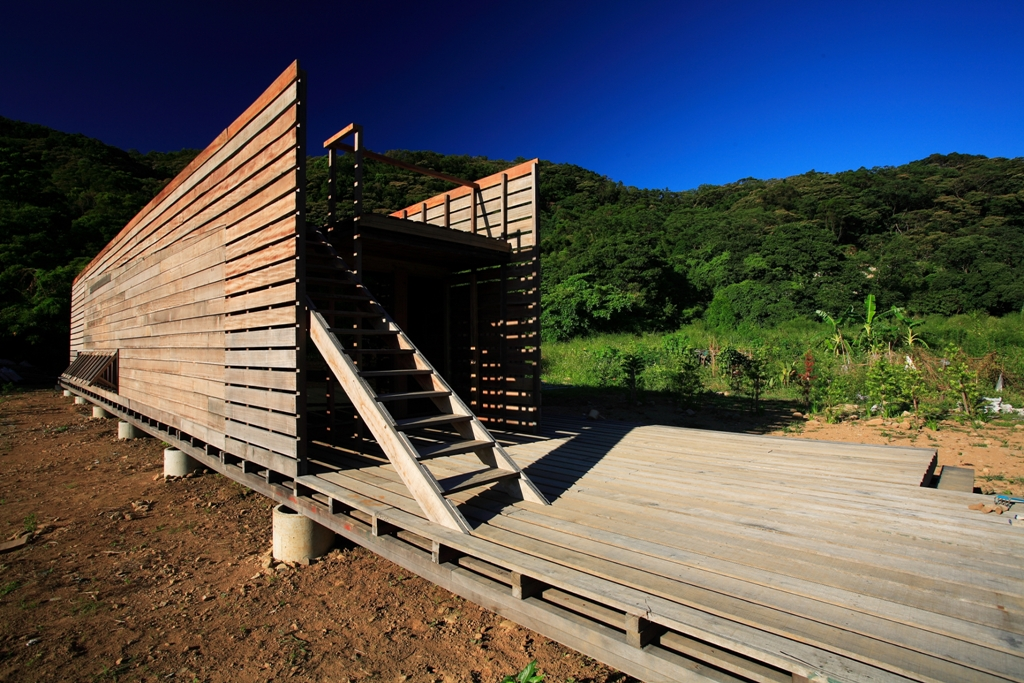
Chen House, 2008

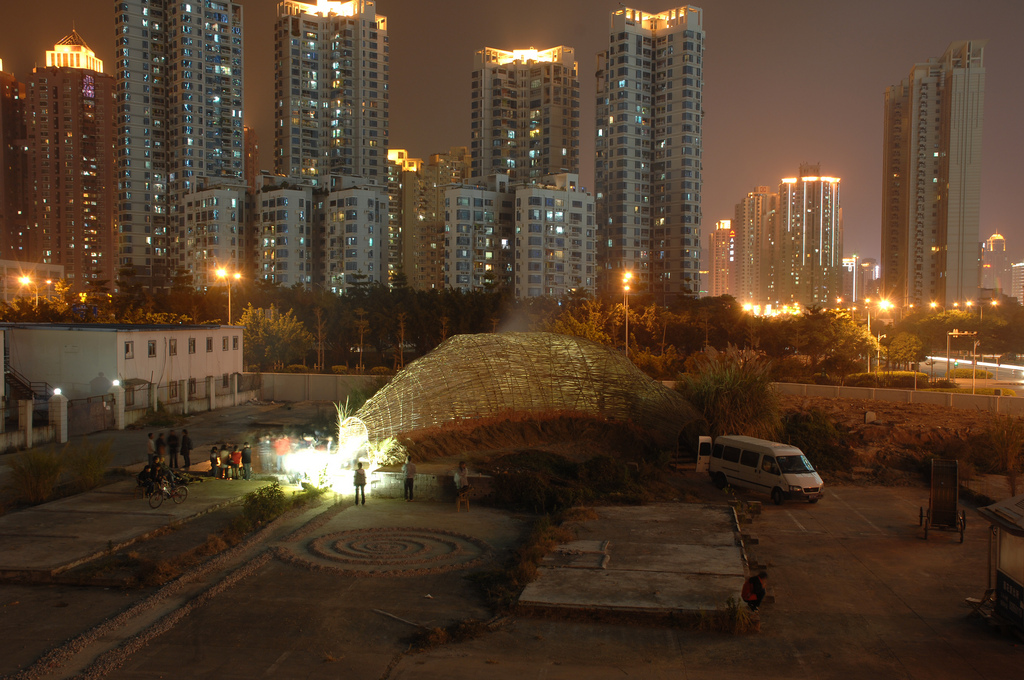
Bug Dome, 2009

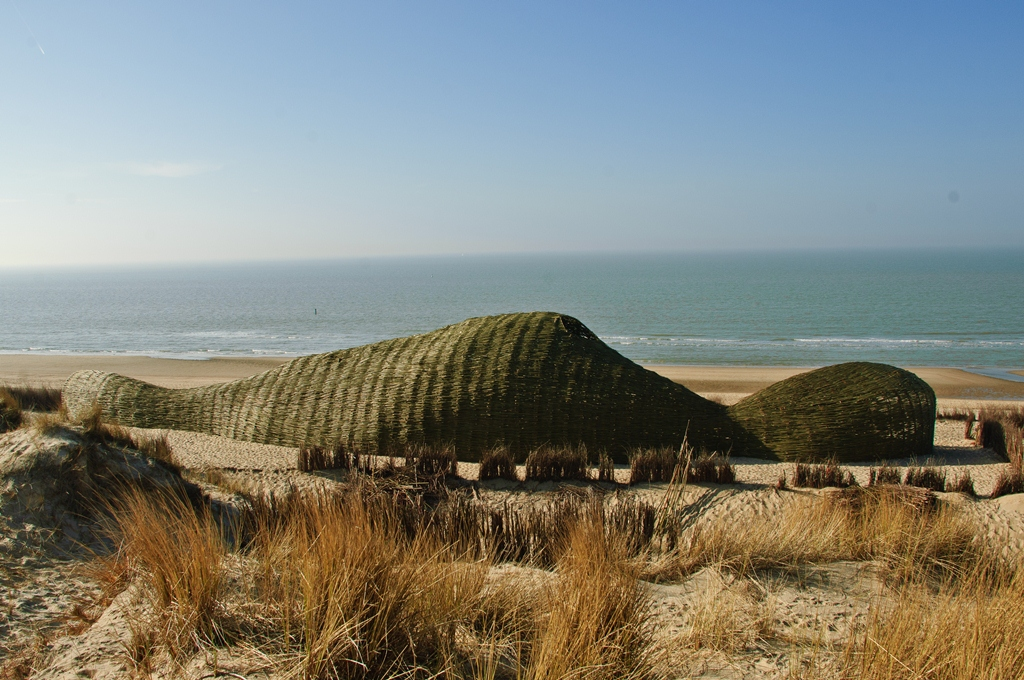
Sandworm, 2012

- 60 Minute Man, инсталляция-архитектон, Касагранде и Ринтала, Венецианское архитектурное биеннале, 2000 год
- Летний театр Ууниссари, временная архитектура, Касагранде и Ринтала, Хельсинки, Финляндия 2000 год[41]
- 1000 White Flags, средовая архитектура, Касагранде и Ринтала, Коли, Финляндия, 2000 год

- англ. en:Quetzalcoatlus, выставка, Касагранде и Ринтала, биеннале в Гавана, 2000 год

- англ. en:Bird Hangar, инсталляция, Касагранде и Ринтала, триеннале в Йокогама, 2001 год[44]
- Выставка 1:2001, общественная выставка, Касагранде и Ринтала, биеннале во Флоренции, 2001 год[45]
- Dallas-Kalevala, арт-тур, Касагранде и Ринтала, англ. en:Demeter средовое искусство, Хоккаидо, Япония, 2002 год[46]
- Цепной реактор, инсталляция-архитектон, Касагранде и Ринтала, биеннале в Монреале, 2002 год[47]
- Садовник-анархист, пьесса, выставка, биеннале Пуэрто-Рико, 2002 год[48]
- Сауна на воде, временная архитектура, Касагранде и Ринтала, Норвегия, 2002 год[49]
- англ. en:Treasure Hill, жилой район, Тай пей, Тайвань, 2003 год
- Пост индустриальный Флот, военно-морская архитектура, CREW*31, Венецианское архитектурное биеннале, 2004 год
- Комната пост-урбаниста 104, выставка, Музей современного искусства в Тай пей, 2005 год[50]
- Павильон будущего, Выставка дизайна в Тайване[51][52]
- CityZenGarden, выставка, Касагранде, Ринтала и 3RW Architects,[53] Венецианское архитектурное биеннале, 2006 год[54]
- Дом Чена, Тайвань. Мировая награда в области Архитектуры, 2009 год[55]
- англ. en:Ruin Academy, городской центр, Тай пей, Тайвань, 2010 год[56]
- Цикада, Тай пей, Тайвань, 2011 год[57]
- Red Dot, награда, 2012 год[58]
- англ. Sandworm, триеннале, англ. en:Wenduine, Бельгия, 2012 год[59][60][61]